# Як мало залишилося
Як мало залишилося (англ. How Few Remain) — альтернативно-історичний роман американського письменника Гаррі Тертлдава 1997 року. Це перша частина саги «Південна перемога», яка описує світ, у якому Конфедеративні Штати Америки виграли громадянську війну в США. Він схожий на його попередній роман «Зброя півдня», але на відміну від останнього, це суто історичний роман без фантастичних чи науково-фантастичних елементів. У 1997 роціКнига отримала премію Sidewise Award за альтернативну історію, а також була номінована на премію Неб'юла за найкращий роман у 1998 році. Він охоплює період історії Південної серії перемог з 1862 року та з 1881 по 1882 рік.

## Сюжет
Точка розходження сталася 10 вересня 1862 року під час громадянської війни в США. У реальній історії посланець армії КША втратив копію спеціального наказу генерала Роберта Е. Лі 191, в якому детально описувалися плани Лі щодо вторгнення на Північ. Невдовзі солдати армії США знайшли цей наказ, і, використовуючи його, Джордж Макклеллан зробив нічию з армією Північної Вірджинії в битві при Антітамі та змусив її повернутися до Вірджинії.
Натомість у «Як мало залишилося» накази повертаються солдатом КША, що йде позаду. Макклеллан пійманий зненацька, і таким чином Лі веде армію Північної Вірджинії до Філадельфії. Лі змушує Макклеллана вступити в бій на берегах річки Сасквеханна в Пенсільванії та 1 жовтня в битві при Кемп-Гіллі знищує Потомакську армію. Далі Лі захоплює Філадельфію, отримавши дипломатичне визнання Конфедеративних Штатів Америки як від Сполученого Королівства, так і від Франції, таким чином, вигравши війну, яка в альтернативній хронології відома як Війна за незалежність, і здобув незалежність від Сполучених Штатів 4 листопада 1862 року.
Кентуккі, який був завойований військами КША невдовзі після битви при Кемп-Гіллі в результаті того, що Лінкольн перевів туди ключові війська до Пенсільванії, які не прибули вчасно, щоб битися в Кемп-Гіллі, приєднується до одинадцяти початкових штатів КША після закінчення війни, і Конфедерації також надається індіанська територія (штат Оклахома на нашій шкалі часу, пізніше штат Секвойя на шкалі часу КША). Проте як компроміс Сполучені Штати зберігають за собою Міссурі (незважаючи на пропозиції розділити його) і Західну Вірджинію. Іспанський острів Куба був придбаний КША наприкінці 1870-х років за 3 000 000 доларів США, таким чином також ставши штатом КША .
Авраам Лінкольн зрештою програв президентські вибори 1864 року кандидату від Демократичної партії (особа якого ніколи не згадується в серії) з переконливою перемогою.
Наприкінці 1860-х років Росія пропонує продати Аляску Сполученим Штатам. Однак 7 мільйонів доларів (~ 123 долари у 2021 р.) ціна надто велика для зруйнованої післявоєнної економіки США, яка зазнала краху в 1863 році. Тому Аляска залишається територією Росії.
КША укладає прийнятні договори з індіанцями у своїй області, особливо з індіанськими територіями, забезпечуючи їхню підтримку нової нації. Армія США, звільнена швидким закінченням війни, випустила пару, прискоривши заселення Великих рівнин і Заходу, що також прискорило індіанські війни, до початку 1870-х років розгромити всі ворожі племена, окрім команчів та кіова, які повною мірою користуються перевагами нового американо-американського кордону та маніпулюють триваючою ворожнечею між двома народами з максимальною вигодою для себе. Одним із результатів є те, що битва при Літтл-Біггорні (1876 рік за нашою хронологією) ніколи не відбулася, розбіжність, яка матиме наслідки, що відлунюють упродовж усієї серії.
У 1881 році республіканець Джеймс Г. Блейн провів жорстку платформу антиконфедератизму в Білий дім, перемігши чинного президента від Демократичної партії Семюеля Дж. Тілдена на президентських виборах 1880 року. Обидві американські країни санкціонували індіанські набіги на територію одна одної. Міжнародна напруга між Сполученими Штатами та Штатами Конфедерації досягає піку, коли президент Конфедерації Джеймс Лонґстріт, бажаючи для Конфедерації тихоокеанське узбережжя, щоб Південь міг мати для себе трансконтинентальну залізницю, купує північно-західні провінції Сонора та Чіуауа у Другої Мексиканської імперії, що перебуває у фінансовій скруті, якою досі править Максиміліан, за 3 000 000 доларів США. Блейн використовує «примусову» покупку як причину війни, що призвело до початку того, що пізніше стане відомим як «Друга мексиканська війна».

### Друга мексиканська війна
Після купівлі Конфедерацією Сонори та Чіуауа, що розширює кордон і дає Конфедераціям тихоокеанський порт Гуаймас, Сполучені Штати оголошують війну Конфедеративним Штатам. На початку війни війська Конфедерації під командуванням Джеба Стюарта після успішної окупації щойно придбаних провінцій захопили велику кількість золота та срібної руди в шахтарському містечку Союзу. Тим часом кавалерійський полковник Союзу Джордж Армстронг Кастер успішно використовує гармати Гатлінга проти індіанців кайова та кавалерії Конфедерації в Канзасі. Незабаром Сполучене Королівство та Франція, союзники Конфедерації, блокують і бомбардують такі портові міста, як Бостон і Нью-Йорк, а також ті, що розташовані на Великих озерах.
Під час війни повстали мормони в Юті, перервавши трансконтинентальне сполучення та транспорт навколо Солт-Лейк-Сіті. Військовим губернатором призначається Джон Поуп. Він придушує повстання та вводить воєнний стан. Церква Ісуса Христа Святих останніх днів класифікується як нелегальна політична організація, а згідно з Першою поправкою мормонство втрачає будь-який захист і забороняється. Мормонських лідерів вистежують і страчують. Жорстоке придушення повстання в штаті Юта стане основою для смути Юти, яка переслідуватиме Сполучені Штати протягом решти серії.
Спроба США вторгнутися у Віргінію легко відкидається генералом Стоунволом Джексоном, оскільки Союз намагається знайти генерала, рівного йому. Ключовою причиною успіху Конфедерації у війні, окрім оборонної війни, є те, що Конфедерацію очолюють чудові генерали, такі як Джексон, але армія США, незважаючи на величезну перевагу в чисельності та ресурсах, страждає від некомпетентного керівництва. Вільям Роузкранс, командувач усієї армії США, мимохідь виявляє в один момент, що «як би там не було» не існує загальної стратегії перемоги у війні. Він уявляє туманну ідею протиборчих армій, які здійснюють контрнаступи одна проти одної туди й назад, і, на його думку, Союз напевно виграє. Відсутність планування приголомшила німецького військового оглядача Альфреда фон Шліффена.
Наступна спроба США розпочати масове вторгнення в Луїсвілл, щоб вибити конфедератів із Кентуккі. Але незабаром акція заходить у глухий кут. Рішення Стоунволла Джексона особисто командувати обороною; некомпетентність командування США; і, головне, використання казнозарядної артилерії та автоматів дуже ускладнює взяття міста. Армія Конфедерації утримується від будь-якого значного вторгнення на територію Сполучених Штатів з двох причин: вона не має ресурсів, щоб завоювати Сполучені Штати, і успіх Конфедерації залежить від підтримки Сполученого Королівства та Франції, які вважають, що вони допомагають меншій країні, яка неправомірно атакувана більшою. Було зрозуміло, що початок наступу на Сполучені Штати буде розцінено як акт агресії та може коштувати Конфедерації зовнішньої підтримки. Роздратований наказом вести суто оборонну війну, Джексон веде їх до екстремальної, новаторської тактики міської війни та повномасштабної окопної війни, яка спустошує Луїсвіль (у сценах, що нагадують справжню Першу світову війну). Кампанія в Луїсвіллі швидко загрузла для Сполучених Штатів і призвела до дуже великих втрат при незначному здобутті території. Велика Британія та Франція продовжують блокаду США; Французькі війська з Мексики також обстрілюють Лос-Анджелес, а британці бомбардують Сан-Франциско та проводять рейд на тамтешній федеральний монетний двір.
Єдина велика перемога США у війні сталася, коли молодий кавалерійський полковник Теодор Рузвельт і Джордж Армстронг Кастер розбили британсько-канадську дивізію під командуванням Чарльза Гордона, яка вторглася в Монтану з Канади. Однак британці також вторглися в північний штат Мен і приєднали його до канадської провінції Нью-Брансвік, що анулювало Вебстер-Ешбертонський договір, який вирішив суперечку.
Нарешті, зазнавши поразки майже на всіх фронтах, 22 квітня 1882 року президент Блейн змушений капітулювати. Він заявляє, що річницю поразки відзначатимуть як День пам'яті. Він оголошує, що річниця поразки буде відзначатися як День пам'яті. Республіканця більше ніколи не обирають президентом США, партія розколюється на одну фракцію на чолі з Авраамом Лінкольном, яка згодом стає Соціалістичною партією, та іншу на чолі з Бенджаміном Батлером, яка приєднується до демократів; республіканці стають неефективною центристською третьою партією. Сполучені Штати, усвідомлюючи важливість сильних союзників, шукають союзу з новоствореною і могутньою Німецькою імперією і присягаються помститися Конфедерації за принизливу поразку. Цей альянс визначає події наступних трьох серій, які охоплюють альтернативну Першу світову війну, міжвоєнний період та Другу світову війну.

## Основні персонажі
У романі розповідається з точки зору восьми головних історичних постатей.
- Томас Джексон, старий «Стоунвол», генерал-майор армії Конфедерації, готовий і дуже хоче вдарити по янкі ще раз. Він веде битви в Західній Вірджинії, перш ніж винайти війну в міських умовах у битві при Луїсвіллі. Пізніше до нього звернувся Вейд Гемптон III у спробі державного перевороту, але він відмовився.
- Генерал Джеб Стюарт захищає нові території КША Сонора та Чіуауа від янкі на території Нью-Мексико, причому апачі під керівництвом Джеронімо були спочатку його союзниками, а потім ворогами. Ближче до кінця книги він гине в засідці апачів.
- Полковник Джордж Армстронг Кастер, розчарований американський кавалерист, служить на Великих рівнинах, на кордоні між Канзасом і Індійською територією, і допомагає жорстоко придушити повстання мормонів у Юті. Потім він прямує на північ до Монтани та здобуває велику перемогу над британським генералом Китаїном Гордоном, перш ніж планувати балотуватися на пост президента.
- Теодор Рузвельт — заможний, патріотично налаштований молодий власник ранчо з Монтани, який формує власну кавалерію, відому як «Несанкціонований полк». Він багато в чому заслуговує перемогу Кастера в Монтані.
- Фредерік Дугласс, колишній раб, палкий оратор і журналіст, спостерігає за силами Союзу під час війни в Луїсвіллі та Нью-Йорку. Його ненадовго схопили конфедерати, але звільнили за наказом президента Лонгстріта.
- Полковник Альфред фон Шліффен служить військовим аташе Німеччини в США. Він допомагає планувати німецько-американський альянс.
- Семюел Клеменс — гострий редактор газети в Сан-Франциско та відомий противник війни.
- Колишній президент Авраам Лінкольн, перебуваючи під впливом творів Карла Маркса та Фрідріха Енгельса, є оратором, намагаючись утримати Республіканську партію в єдиній справі трудящої людини, але зрештою допомагає створити нову партію Соціалістів, яка фактично замінює Республіканську партію. Партія в найближчі десятиліття.

## Наслідки війни
У квітні 1882 року Конфедерати знову перемогли Сполучені Штати, що дозволило придбати Сонору та Чіуауа. Разом з програшем у війні Сполучені Штати втрачають у війні проти Великої Британії північну частину штату Мен до канадської провінції Нью-Брансвік.
Після низки виступів у штатах Юта та Монтана та зібрання республіканців у готелі «Флоренс» у Чикаго, штат Іллінойс, колишній президент Авраам Лінкольн очолює групу лівих республіканців у нову Соціалістичну партію, акція, яка призводить до різкого занепаду. Республіканської партії, що дозволило соціалістам зрештою стати основною опозицією до демократів. У результаті республіканці перетворюються на другорядну третю партію, яка представляє лише Середній Захід, який процвітає наприкінці ХІХ та на початку ХХ століть. Тим часом Бенджамін Батлер підштовхнув демократів вправо, який спонукав правих республіканців до злиття з партією та змусив більшість партії прийняти жорстку зовнішню політику та скерувати американське суспільство до націоналізму та реваншизму.
Після поразки США у Другій мексиканській війні президент Блейн оголошує 22 квітня кожного наступного року Днем пам'яті, щоб згадати про приниження поразки та поклятися помститися. Святкові паради будуть похмурими, а прапор США майорітиме догори дном на знак лиха, що означає дві поразки від Конфедерації. У результаті поразки США у Другій мексиканській війні Блейн програв президентські вибори 1884 року невідомому кандидату від Демократичної партії з переконливою перемогою та став останнім республіканцем, який займав посаду президента.
По суті, він визнає поразку в цій війні, але готує основу для наступної, прищеплюючи громадянам США постійне бажання та очікування помсти Конфедерації та Британській імперії та розпочавши інтенсивну програму систематичної мілітаризації на Німецька модель з баченням перетворення Сполучених Штатів на кшталт другої Пруссії.
У Нью-Йорку на цій хронології немає Статуї Свободи на острові Бедло, і його назва не змінюється на Острів Свободи, оскільки відносини між Сполученими Штатами та Францією погані через підтримку Францією Конфедерації, і немає сумнівів Французи подарували таку статую американцям. Натомість острів займає подібна, але більш похмура статуя, створена під впливом Німеччини, відома як Статуя Пам'яті з «Мечем помсти». Ніколи не згадується, чи передала Німеччина статую Сполученим Штатам, чи останні побудували її самі.
Тим часом Сполучені Штати перенесуть центри управління з Вашингтона, округ Колумбія, до Філадельфії, оскільки округ Колумбія межує з Конфедеративним штатом Вірджинія, що робить управління для Сполучених Штатів дедалі складнішим і непрактичним. Будинок Павел стає другорядним Білим домом щоразу, коли напруга між обома країнами є високою.
Щоб продовжувати отримувати допомогу від Сполученого Королівства та Франції, президент Конфедерації Лонгстріт був змушений запропонувати поправку до конституції, яка закликає до звільнення всіх рабів країни та робить їх іноземцями, але вільні чорні не мають таких же прав, як білі, створюючи важливий конфлікт для наступних томів серії.
Після двох програшів у війнах протягом двадцяти років США починають союз із Німецькою імперією, що зміцнювалася (утворена в 1871 році), і зрештою починають реформуватися за прусським принципом.

## Рецензія
Книга отримала рецензію із зірочками від Publishers Weekly. У рецензії SF Site зазначено: «Альтернативна історія ризикує скотитися до пропаганди, припускаючи, що результат, який міг би статися, є тим, який мав би статися. У цій книжці є такий відтінок», але далі говориться: «Тертлдав дослідив цю справу ретельно і добре аргументує».

## Продовження
У серії «Південна перемога» слідують трилогії «Велика війна» та «Американська імперія», а також тетралогія «Зведення рахунків».